# Île Payer
L'île Payer (en russe : остров Пайера, ostrov Payera) est une île de la terre François-Joseph

## Géographie
Située en Terre de Zichy, à 6 km au nord de l'île Jackson, dont elle est séparée par le détroit des italiens et à 5,5 km au sud de l'île Greely, dont elle est séparée par le détroit des américains, elle a une superficie de 152 km². Son point culminant mesure 452 m d'altitude. D'une longueur de 20 km sur une largeur de 12,5 km, elle est de forme allongée. Elle est recouverte à 95% par les glaces. Son cap nord se nomme Cap Roosevelt et son cap sud, le Nez pointu, en raison de sa forme particulière.  

## Histoire
Découvert en 1904 par Anthony Fiala, elle a été nommée en l'honneur de Julius von Payer.